# Renato Terra
Renato Terra (Nápoles, 26 de julio de 1922 – Roma, 28 de noviembre de 2010) fue un actor y poeta italiano.

## Biografía
Terra debutó como actor de cine en 1950, después de haber recibido clases en el Centro Experimental de Cinematografía de Roma. Apareció en más de 80 películas (casi siempre como actor secundario) y, en algunas de ellas, utilizó el alias de Ryan Earthpick. Uno de sus papeles más recordados fue el de Alfredo, el hermano de Ginetta, en Rocco y sus hermanos (Rocco e i suoi fratelli).
En el rodaje de una película, se cayó del caballo y se rompió la nariz. En 1977, se retiró para convertirse en poeta, publicando el libro Che Strano Paese.

## Filmografía seleccionada
- El corsario negro (Il corsaro nero ), de Amleto Palermi (1937)
- Torna a Napoli, de Domenico Gambino (1949)
- Cuori sul mare, de Giorgio Bianchi (1950)
- El camino de la esperanza (Il cammino della speranza), de Pietro Germi (1950)
- Il brigante di Tacca del Lupo, de Pietro Germi (1952)
- Un marito per Anna Zaccheo, de Giuseppe De Santis (1953)
- Proibito, de Mario Monicelli (1954)
- Los italianos están locos (Gli italiani sono matti), de Duilio Coletti y Luis María Delgado (1958)
- Rufufú (I soliti ignoti), de Mario Monicelli (1958)
- Rocco y sus hermanos (Rocco e i suoi fratelli), de Luchino Visconti (1960)
- Gioventù di notte, de Mario Sequi (1961)
- Siete contra la muerte (Sette contro la morte), de Edgar G. Ulmer y Paolo Bianchini (1964)
- El Evangelio según san Mateo (Il Vangelo secondo Matteo), de Pier Paolo Pasolini (1964)
- Intrigo a Los Angeles, de Romano Ferrara (1964)
- Senza sole né luna, de Luciano Ricci (1964)
- L'ombrellone, de Dino Risi (1965)
- La venganza de Ivanhoe (La rivincita di Ivanhoe), de Tanio Boccia (1965)
- La violenza e l'amore, de Adimaro Sala (1965)
- Il morbidone, de Massimo Franciosa (1965)
- Los complejos (I complessi), de Luigi Filippo D'Amico (1965)
- Jesús de Nazaret, de Franco Zeffirelli (1977)